# Marion De Vries

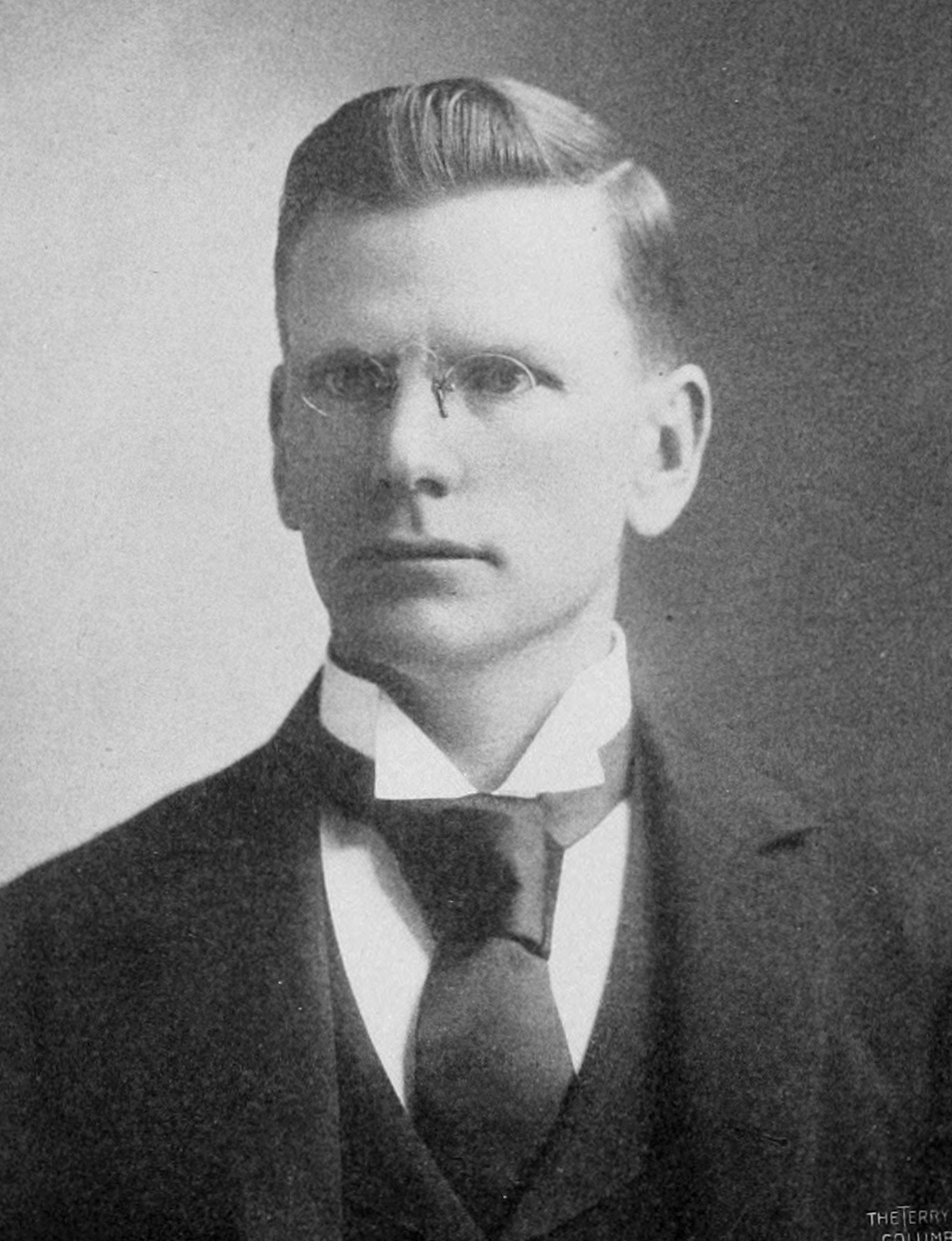
Marion De Vries

Marion De Vries (* 15. August 1865 bei Woodbridge, San Joaquin County, Kalifornien; † 11. September 1939 ebenda) war ein US-amerikanischer Jurist und Politiker. Zwischen 1897 und 1900 vertrat er den Bundesstaat Kalifornien im US-Repräsentantenhaus; später wurde er Bundesrichter.

## Werdegang
Marion De Vries besuchte die öffentlichen Schulen seiner Heimat sowie das San Joaquin College, das er im Jahr 1886 absolvierte. Nach einem anschließenden Jurastudium an der University of Michigan in Ann Arbor und seiner 1887 erfolgten Zulassung als Rechtsanwalt begann er in Stockton in diesem Beruf zu arbeiten. Zwischen 1893 und 1897 war er stellvertretender Bezirksstaatsanwalt im San Joaquin County. Gleichzeitig schlug er als Mitglied der Demokratischen Partei eine politische Laufbahn ein. Bei den Kongresswahlen des Jahres 1896 wurde De Vries im zweiten Wahlbezirk von Kalifornien in das US-Repräsentantenhaus in Washington, D.C. gewählt, wo er am 4. März 1897 die Nachfolge von Grove L. Johnson antrat. Nach einer Wiederwahl konnte er bis zu seinem Rücktritt am 20. August 1900 im Kongress verbleiben. In diese Zeit fiel der Spanisch-Amerikanische Krieg von 1898.
Der Rücktritt von De Vries erfolgte nach seiner Berufung in eine Gerichtsposition. Zwischen 1900 und 1910 war er Mitglied der Gutachterkommission am Zollgericht in New York City. Ab 1906 war er deren Vorsitzender. Von 1910 bis 1922 amtierte De Vries als Richter am Bundesberufungsgericht für Zollangelegenheiten (United States Court of Customs Appeals). Danach praktizierte er in Washington und New York als Anwalt. Er starb am 11. September 1939 auf seiner Ranch nahe Woodbridge.